# Jakob Omrzel
Jakob Omrzel, né le 21 mars 2006 à Novo mesto, est un coureur cycliste slovène. Il est membre de l'équipe Bahrain Victorious Development.

## Biographie
Jakob Omrzel commence le cyclisme durant son enfance pour suivre les traces de son frère aîné, qui a pratiqué ce sport en compétition,. Il est formé au KK Adria Mobil, un club implanté sur ses terres natales de Novo mesto. Son premier entraîneur est l'ancien coureur cycliste Sandi Papež. Dans les rangs juniors, il conquiert divers titres de champion de Slovénie, sur route mais aussi sur piste. 
Lors de la saison 2024, il se distingue au niveau international en remportant Paris-Roubaix juniors, devant son compatriote Erazem Valjavec. La même année, il s'impose sur le Trofeo Guido Dorigo. Il montre par ailleurs de bonnes aptitudes dans les courses par étapes en terminant troisième du Tour du Pays de Vaud, quatrième du Tour du Valromey ou encore neuvième du Tour du Pays de Vaud. Sa progression est cependant interrompue par une grave chute sur le Giro della Lunigiana, où il percute un signaleur. Victime d'une large coupure au niveau du cou, il subit un arrêt cardiaque. Il est néanmoins réanimé et rapidement pris en charge par les secours. 
Finalement rétabli, il parvient à reprendre pleinement la compétition, sans séquelles majeures. Il décide de rejoindre l'équipe de développement de Bahrain Victorious en 2025. Avec cette formation, il obtient diverses places d'honneur en se classant deuxième du Giro del Belvedere, cinquième du Trofeo Piva, septième du Gran Premio Palio del Recioto et neuvième du Circuit des Ardennes. Au mois de juin, il réalise sa meilleure performance en terminant à 19 ans quatrième et meilleur jeune du Tour de Slovénie, face à de nombreux professionnels. Lors du Tour d'Italie espoirs, l'une des courses les plus importantes de la catégorie des moins de 23 ans, il termine toutes les étapes de montagne dans le top 10. Avec sa deuxième place lors de la dernière étape, il remporte finalement le classement général alors qu'il dispute seulement sa première année dans la catégorie. Sur sa lancée, il est sacré champion de Slovénie sur route.

## Palmarès sur route
- 2023
  -  Champion de Slovénie sur route juniors
  -  Champion de Slovénie du contre-la-montre juniors
  - Alpe Adria Tour :
    - Classement général
    - 2e étape

  - Orsago-Col Alt
- 2024
  -  Champion de Slovénie sur route juniors
  - Paris-Roubaix juniors
  - Coppa Montes
  - Trofeo Guido Dorigo
  - 2e du championnat de Slovénie du contre-la-montre juniors
  - 3e du Tour du Pays de Vaud
- 2025
  -  Champion de Slovénie sur route
  -  Champion de Slovénie sur route espoirs
  - Classement général du Tour d'Italie espoirs
  - Gran Premio Capodarco
  - 2e du Giro del Belvedere

## Palmarès sur piste
- 2023
  -  Champion de Slovénie de l'élimination juniors[7]
  -  Champion de Slovénie de poursuite par équipes juniors (avec Žak Eržen, Nejc Peterlin et Vid Murn)[7]
- 2024
  -  Champion de Slovénie de l'élimination juniors[8]
  -  Champion de Slovénie de poursuite par équipes juniors (avec Vid Murn, Tim Mervar et Nik Golob)[8]